# Thesium coriarium
Thesium coriarium är en sandelträdsväxtart som beskrevs av Arthur William Hill. Thesium coriarium ingår i släktet spindelörter, och familjen sandelträdsväxter. Inga underarter finns listade i Catalogue of Life.